# 1. HNL 2017./18.
Prva hrvatska nogometna liga 2017./18. (službeno, iz sponzorskih razloga: Hrvatski Telekom Prva liga) je 27. sezona 1. HNL koja je započela 14. srpnja 2017., a završila je 19. svibnja 2018. godine. Po 19. puta, najbolje plasirana momčad i prvak Hrvatske u sezoni 2017./18. je GNK Dinamo Zagreb, po 19. puta. Deset momčadi odigralo je 36 utakmica četverokružnim sustavom uz stanku na prijelazu godina koja sezonu dijeli na proljetni i jesenski dio.
Prvak Dinamo predstavljat će Hrvatsku od drugog kola kvalifikacija za Ligu prvaka, a još tri momčadi, Rijeka, Hajduk i Osijek borit će se u kvalifikacije za Europsku ligu, dok je posljednja ekipa, Cibalia ispala direktno u Drugu HNL. Pretposljednja ekipa, Istra 1961 u dodatnim kfalifikacijama za opstanak svladala je NK Varaždin te tako sačuvala prvoligaški status.

## Sudionici
- Cibalia – Vinkovci
- Dinamo – Zagreb
- Hajduk – Split
- Inter – Zaprešić
- Istra 1961 – Pula
- Lokomotiva – Zagreb
- Osijek – Osijek
- Rijeka – Rijeka
- Rudeš – Zagreb
- Slaven Belupo – Koprivnica

## Ljestvica
| Poz. | Momčad            | U  | P  | N  | I  | G+ | G– | G+/– | Bod. | Nastavak natjecanja ili ispadanje |
| ---- | ----------------- | -- | -- | -- | -- | -- | -- | ---- | ---- | --------------------------------- |
| 1.   | Dinamo Zagreb (P) | 36 | 22 | 7  | 7  | 68 | 34 | +34  | 73   | UEFA Liga prvaka                  |
| 2.   | Rijeka            | 36 | 22 | 4  | 10 | 75 | 32 | +43  | 70   | UEFA Europska liga                |
| 3.   | Hajduk Split      | 36 | 19 | 9  | 8  | 70 | 38 | +32  | 66   | UEFA Europska liga                |
| 4.   | Osijek            | 36 | 14 | 14 | 8  | 53 | 38 | +15  | 56   | UEFA Europska liga                |
| 5.   | Lokomotiva Zagreb | 36 | 14 | 9  | 13 | 47 | 48 | −1   | 51   |                                   |
| 6.   | Slaven Belupo     | 36 | 11 | 10 | 15 | 35 | 45 | −10  | 43   |                                   |
| 7.   | Inter Zaprešić    | 36 | 11 | 10 | 15 | 43 | 64 | −21  | 43   |                                   |
| 8.   | Rudeš             | 36 | 10 | 10 | 16 | 41 | 62 | −21  | 40   |                                   |
| 9.   | Istra 1961 (O)    | 36 | 6  | 9  | 21 | 28 | 60 | −32  | 27   | Doigravanje za 2. HNL             |
| 10.  | Cibalia (R)       | 36 | 6  | 8  | 22 | 36 | 75 | −39  | 26   | 2. HNL                            |

## Rezultatska križaljka
Pobjeda domaćina utakmice       Poraz domaćina utakmica
| Prvi ciklus (1. – 18. kolo) | Prvi ciklus (1. – 18. kolo) | Prvi ciklus (1. – 18. kolo) | Prvi ciklus (1. – 18. kolo) | Prvi ciklus (1. – 18. kolo) | Prvi ciklus (1. – 18. kolo) | Prvi ciklus (1. – 18. kolo) | Prvi ciklus (1. – 18. kolo) | Prvi ciklus (1. – 18. kolo) | Prvi ciklus (1. – 18. kolo) | Prvi ciklus (1. – 18. kolo) |                    | Drugi ciklus (19. – 36. kolo) | Drugi ciklus (19. – 36. kolo) | Drugi ciklus (19. – 36. kolo) | Drugi ciklus (19. – 36. kolo) | Drugi ciklus (19. – 36. kolo) | Drugi ciklus (19. – 36. kolo) | Drugi ciklus (19. – 36. kolo) | Drugi ciklus (19. – 36. kolo) | Drugi ciklus (19. – 36. kolo) | Drugi ciklus (19. – 36. kolo) | Drugi ciklus (19. – 36. kolo) |
| Domaća / Gostujuća          | CIB                         | DIN                         | HAJ                         | INT                         | IST                         | LOK                         | OSI                         | RIJ                         | RUD                         | SLA                         | Domaća / Gostujuća | CIB                           | DIN                           | HAJ                           | INT                           | IST                           | LOK                           | OSI                           | RIJ                           | RUD                           | SLA                           |                               |
| --------------------------- | --------------------------- | --------------------------- | --------------------------- | --------------------------- | --------------------------- | --------------------------- | --------------------------- | --------------------------- | --------------------------- | --------------------------- | ------------------ | ----------------------------- | ----------------------------- | ----------------------------- | ----------------------------- | ----------------------------- | ----------------------------- | ----------------------------- | ----------------------------- | ----------------------------- | ----------------------------- | ----------------------------- |
| Cibalia                     | —                           | 2:5                         | 1:2                         | 1:2                         | 1:4                         | 0:1                         | 2:1                         | 1:2                         | 3:0                         | 1:0                         | Cibalia            | —                             | 0:2                           | 0:5                           | 3:0                           | 1:1                           | 1:1                           | 1:1                           | 0:0                           | 1:1                           | 1:3                           |                               |
| Dinamo Zagreb               | 4:0                         | —                           | 3:1                         | 1:0                         | 2:0                         | 2:0                         | 1:1                         | 3:1                         | 3:2                         | 2:0                         | Dinamo Zagreb      | 1:0                           | —                             | 0:1                           | 3:1                           | 5:1                           | 1:4                           | 0:1                           | 0:1                           | 2:0                           | 1:0                           |                               |
| Hajduk Split                | 2:1                         | 2:2                         | —                           | 2:0                         | 2:0                         | 2:2                         | 1:1                         | 0:2                         | 2:3                         | 1:0                         | Hajduk Split       | 4:0                           | 1:2                           | —                             | 5:0                           | 3:2                           | 1:0                           | 1:1                           | 1:1                           | 1:0                           | 0:1                           |                               |
| Inter Zaprešić              | 3:1                         | 1:3                         | 2:2                         | —                           | 2:2                         | 1:1                         | 3:1                         | 1:3                         | 3:1                         | 0:1                         | Inter Zaprešić     | 3:2                           | 0:0                           | 0:3                           | —                             | 1:0                           | 1:2                           | 1:0                           | 0:3                           | 1:1                           | 0:0                           |                               |
| Istra 1961                  | 0:1                         | 0:0                         | 1:3                         | 1:1                         | —                           | 1:2                         | 1:1                         | 1:0                         | 2:1                         | 1:0                         | Istra 1961         | 0:0                           | 0:4                           | 1:5                           | 2:4                           | —                             | 1:0                           | 1:1                           | 0:1                           | 1:1                           | 2:1                           |                               |
| Lokomotiva                  | 1:3                         | 0:3                         | 1:3                         | 3:0                         | 1:0                         | —                           | 2:3                         | 1:0                         | 1:1                         | 0:0                         | Lokomotiva         | 2:1                           | 3:1                           | 0:2                           | 2:3                           | 0:0                           | —                             | 1:1                           | 1:0                           | 2:2                           | 5:2                           |                               |
| Osijek                      | 1:1                         | 1:1                         | 2:1                         | 3:0                         | 2:1                         | 3:0                         | —                           | 1:0                         | 1:1                         | 2:0                         | Osijek             | 3:1                           | 2:4                           | 3:3                           | 1:1                           | 2:0                           | 0:1                           | —                             | 2:1                           | 3:0                           | 3:0                           |                               |
| Rijeka                      | 7:0                         | 0:2                         | 1:2                         | 0:0                         | 2:0                         | 2:1                         | 1:2                         | —                           | 4:1                         | 2:0                         | Rijeka             | 5:1                           | 4:1                           | 3:1                           | 5:1                           | 4:0                           | 3:1                           | 1:0                           | —                             | 3:0                           | 2:0                           |                               |
| Rudeš                       | 1:1                         | 1:1                         | 0:4                         | 0:2                         | 1:0                         | 0:1                         | 1:1                         | 1:5                         | —                           | 1:2                         | Rudeš              | 3:2                           | 1:0                           | 2:1                           | 2:0                           | 2:1                           | 1:2                           | 1:0                           | 4:2                           | —                             | 2-0                           |                               |
| Slaven Belupo               | 2:1                         | 0:1                         | 0:0                         | 1:2                         | 2:0                         | 1:0                         | 1:1                         | 1:1                         | 2:2                         | —                           | Slaven Belupo      | 2:0                           | 2:2                           | 0:0                           | 3:3                           | 1:0                           | 2:2                           | 2:1                           | 1:3                           | 2:0                           | —                             |                               |

Posljednje ažuriranje s krajem prvenstva.

## Dodatne kvalifikacije
U dodatne kvalifikacije za ostanak u ligi natječe se Istra 1961 i drugoplasirani iz 2. HNL 2017./18. NK Varaždin za prelazak u 1. HNL.
Ždrijebom je u ponedjeljak, 21. svibnja 2018. naknadno odlučeno tko će biti prvi, a tko drugi domaćin dodatnih kvalifikacija.
| 30. svibnja 2018. 19:00                  |     |             |                                                                            |
| Istra 1961                               | 3:1 | NK Varaždin | Stadion Aldo Drosina,Pula Broj gledatelja: 4107 Sudac: Fran Jović (Zagreb) |
| Kulenović 55' (AG) Vojnović 64' Roce 88' |     | Drožđek 10' | Stadion Aldo Drosina,Pula Broj gledatelja: 4107 Sudac: Fran Jović (Zagreb) |

| 2. lipnja 2018. 19:00 |     |            |                                                                            |
| NK Varaždin           | 1:0 | Istra 1961 | Stadion Varteks,Varaždin Broj gledatelja: 8153 Sudac: Duje Strukan (Split) |
| Drožđek 10'           |     |            | Stadion Varteks,Varaždin Broj gledatelja: 8153 Sudac: Duje Strukan (Split) |

## Najbolji strijelci lige
Izvori:
| Mjesto | Igrač                  | Klub                           | Golovi |
| ------ | ---------------------- | ------------------------------ | ------ |
| 1.     | El Arbi Hillel Soudani | Dinamo Zagreb                  | 17     |
| 2.     | Héber                  | Rijeka                         | 16     |
| 3.     | Mario Gavranović       | Rijeka (7), Dinamo Zagreb (8)  | 15     |
| 3.     | Mirko Ivanovski        | Slaven Belupo                  | 15     |
| 5      | Mario Budimir          | Rudeš (13), Dinamo Zagreb (1)  | 14     |
| 6      | Jakov Puljić           | Inter Zaprešić (4), Rijeka (8) | 12     |
| 7.     | Lovro Majer            | Lokomotiva                     | 11     |
| 7.     | Said Ahmed Said        | Hajduk Split                   | 11     |
| 9.     | Ante Erceg             | Hajduk Split                   | 9      |
| 9.     | Haris Hajradinović     | Osijek                         | 9      |
| 9.     | Franck Ohandza         | Hajduk Split                   | 9      |

## Unutrašnje poveznice
- 2. HNL 2017./18.
- 3. HNL 2017./18.
- 4. rang HNL-a 2017./18.
- 5. rang HNL-a 2017./18.
- 6. rang HNL-a 2017./18.
- 7. rang HNL-a 2017./18.
- 8. rang HNL-a 2017./18.
- Hrvatski nogometni kup 2017./18.

## Vanjske poveznice
- službene stranice  Arhivirana inačica izvorne stranice od 11. srpnja 2015. (Wayback Machine)
- hrnogomet.com, 1. HNL 2017./18.
- UEFA.com, profil lige
- sportnet.hr, Hrvatski Telekom Prva liga 2017/18 – Ljestvice  Arhivirana inačica izvorne stranice od 22. kolovoza 2017. (Wayback Machine)
- sportnet.hr, Hrvatski Telekom Prva liga 2017/18 – Rezultati  Arhivirana inačica izvorne stranice od 22. kolovoza 2017. (Wayback Machine)